# Rhythm and Hues
Rhythm & Hues Studios é uma empresa de efeitos especiais estadunidense cuja sede está localizada em El Segundo, Califórnia. A empresa tem instalações em outros países como: Índia, Malásia, Canadá e Taiwan.
O Estúdio venceu o Oscar de melhores efeitos visuais em 1995 (com Babe, o Porquinho Atrapalhado), em 2008 (com A Bússola de Ouro) e em 2013 (com As Aventuras de Pi).
Em 11 de fevereiro de 2013, a Rhythm & Hues Studios declarou falência, demitindo cerca de 254 trabalhadores, como parte da reorganização.

## Filmografia

### 2013
- 300: Rise of an Empire
- Black Sky
- Jogos Vorazes: Em Chamas
- Percy Jackson: Mar de Monstros
- R.I.P.D.
- The Seventh Son (As Aventuras do Caça-Feitiço)

### 2012
- Big Miracle
- O Segredo da Cabana
- Django Livre
- Jogos Vorazes
- As Aventuras de Pi
- Branca de Neve e o Caçador

### 2011
- Alvin e os Esquilos 3
- Hop - Rebeldes sem Páscoa
- O Homem que Mudou o Jogo
- Os Pinguins do Papai
- X-Men: Primeira Classe

### 2010
- Esquadrão Classe A
- Marmaduke: Ele Chegou Tirando Onda
- Percy Jackson e o Ladrão de Raios
- Zé Colméia – O Filme

### 2009
- Alvin e os Esquilos 2
- Uma Noite no Museu 2

### 2008
- O Incrivel Hulk
- A Múmia: Tumba do Imperador Dragão

### 2007
- A Bússola de Ouro
- Alvin e os Esquilos

### 2006
- A Menina e o Porquinho
- Garfield 2
- Happy Feet: O Pinguim
- Uma Noite no Museu
- Superman Returns
- X-Men 3 - O Confronto Final

### 2005
- As Crônicas de Nárnia: O Leão, a Feiticeira e o Guarda-Roupa
- Elektra
- Sonhos no Gelo

### 2004
- Volta ao Mundo em 80 Dias
- Garfield: O Filme
- Scooby-Doo 2: Monstros à Solta

### 2003
- O Gato
- Demolidor - O Homem sem Medo
- Um Duende em Nova York
- O Senhor dos Anéis: O Retorno do Rei
- X-Men 2

### 2002
- MIIB - Homens de Preto II
- Scooby-Doo
- O Pequeno Stuart Little 2

### 2001
- Dr. Dolittle 2
- Harry Potter e a Pedra Filosofal
- O Senhor dos Anéis: A Sociedade do Anel
- Planeta dos Macacos

### 2000
- O Grinch
- X-Men

### 1999
- Anna e o Rei
- À Espera de um Milagre
- The Story of Us
- O Pequeno Stuart Little

### 1998
- Babe - O Porquinho Atrapalhado na Cidade
- Operação Cupido
- Lado a Lado

### 1997
- Batman & Robin

### 1996
- O Professor Aloprado

### 1995
- Babe
- Batman Eternamente
- Waterworld - O Segredo das Águas